# 夏洛特 (伊利諾伊州)
夏洛特（英語：Charlotte）是位於美國伊利諾伊州利文斯頓縣的一個非建制地區。該地的面積和人口皆未知。

## 地理
夏洛特的座標為40°49′11″N 88°17′20″W / 40.81972°N 88.28889°W，而該地的平均海拔高度為201米（即659英尺）。